# Předpověď počasí

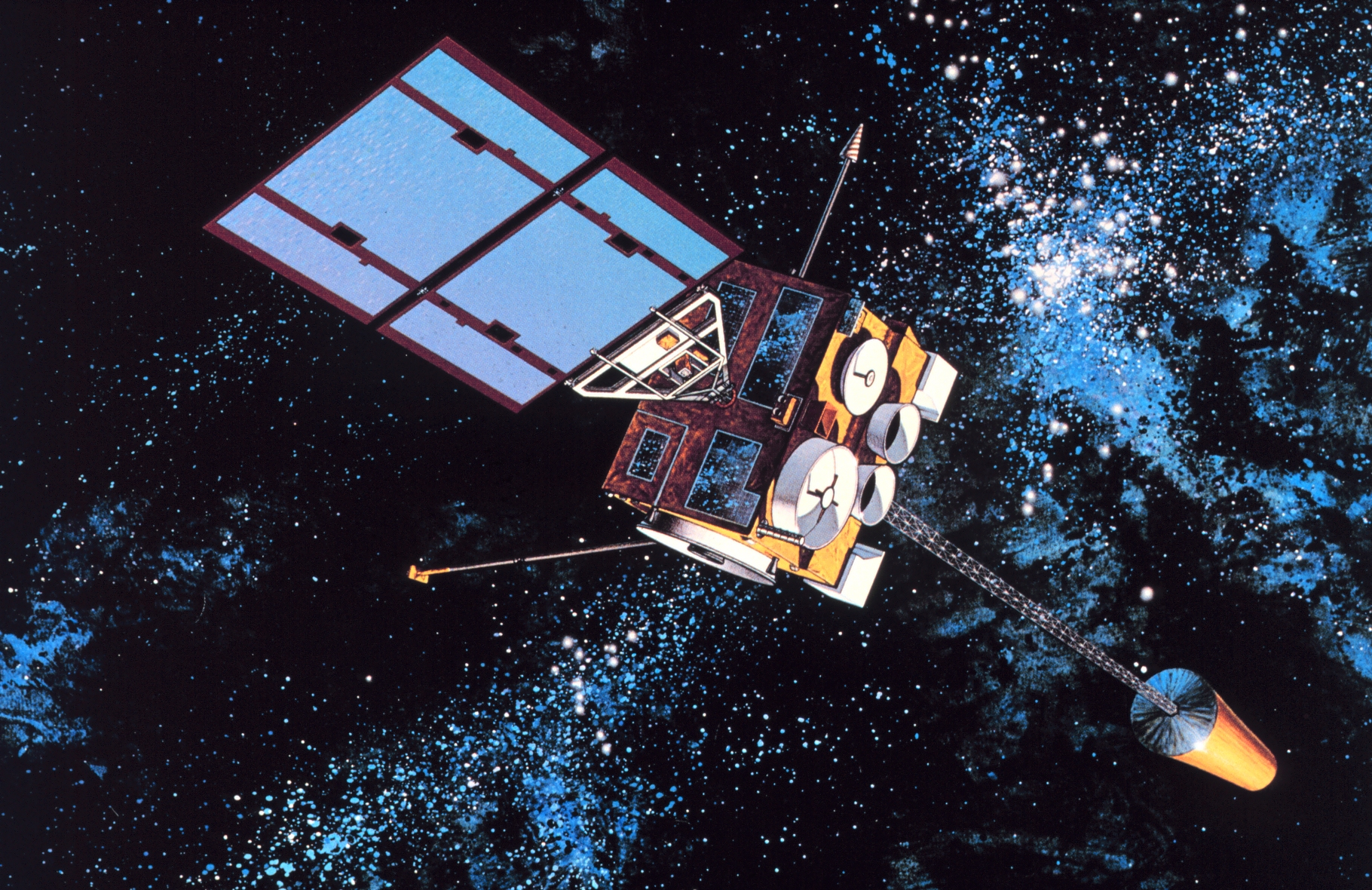
Meteorologická družice sloužící k určení hodnot, podle kterých lze předpovídat počasí.

Bimetalový teploměr

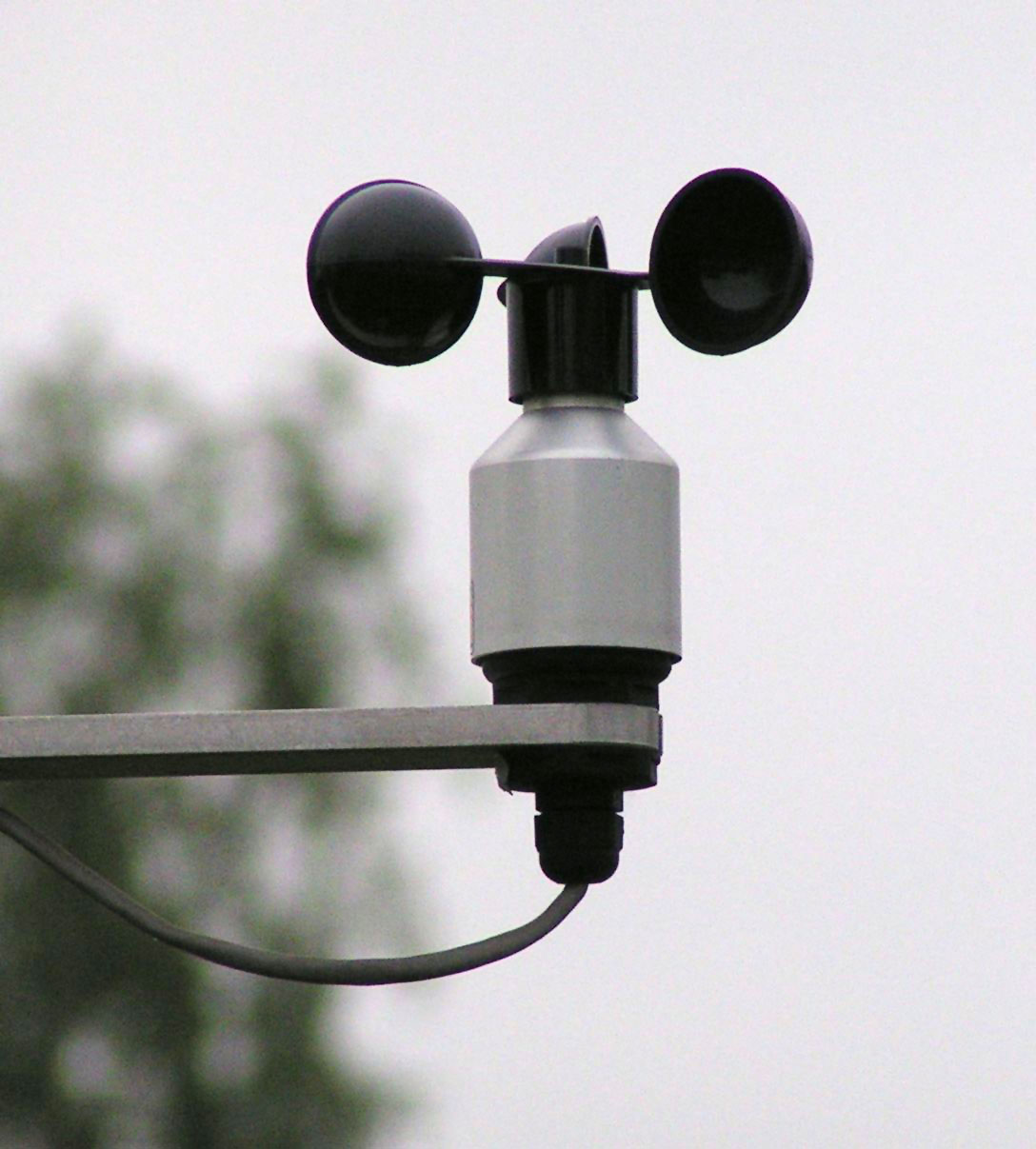
Miskový anemometr

Předpověď počasí je prognóza počasí, založená na využití poznatků o fyzikálních zákonitostech. Počasí je definováno mnoha faktory (hlavně atmosférickým tlakem, vlhkostí, teplotou a větry). K předpovědi počasí je třeba tyto faktory sledovat a k tomu slouží mnoho technických zařízení a přístrojů. Nicméně povaha atmosféry a neúplné chápání přírodních procesů znamenají, že předpovědi nejsou zcela přesné a neomylné.

## Historie
První přístrojová měření se prováděla ve francouzském městě Clermont-Ferrand v roce 1649. První meteorologická síť stanic pak vznikla v Toskánsku v roce 1652. V letech 1719-1720 v Zákupech u České Lípy se provádělo měření meteorologických vlivů. Na meteorologické stanici v Klementinu se provádějí od roku 1752. 
Během 19. století vzrostl význam meteorologie v souvislosti s potřebou zajistit dobré podmínky pro přesuny armád a loďstev, což znamenalo vyvinout postupy pro zmapování pohybu hlavně mořských bouří. Moderní předpovědi počasí využívají rozsáhlých matematických modelů a pokoušejí se stanovit poměrně s vysokou spolehlivostí, jak se bude počasí v následujících dnech vyvíjet. U dlouhodobých předpovědí tato přesnost klesá. Konkrétní stav počasí v daném místě je díky chaotičnosti systému pro vzdálenější budoucnost nepředpověditelný. Ljapunovův exponent je pak tak veliký, že pro časy delší než týden je účinná předpověď neuskutečnitelná. I přes exponenciální nárůst výpočtového výkonu používaných počítačů přesnost předpovědí roste jen pomalu. Úspěšnost předpovědí stavu počasí za týden neroste o více než 10 % za 10 let pokroku a u předpovědi na den vzrostla pouze o 10 % za 40 let a dosahuje až 95 %. Přesto může umělá inteligence předpovědi dále vylepšit. Pokud nejde o lokální předpověď, tak dokáže lepší předpovědi.

## Měření základních meteorologických prvků
- Sloužící k měření atmosférického tlaku
  - Barometr
  - Barograf
  - Aneroid
- Sloužící k měření teploty
  - Teploměr
- Sloužící k měření srážkových úhrnů
  - Srážkoměr
- Sloužící k měření relativní vlhkosti vzduchu
  - Psychrometr
  - Vlhkoměr
- Sloužící k měření rychlosti a směru proudění
  - Anemometr
  - Sodar
- Sloužící k měření slunečního záření
  - Aktinometr
  - Pyrheliometr
- K podobným účelům slouží také
  - Meteorologický balon
  - Meteorologické družice
  - Meteorologický radar

## Základní meteorologické prvky
- Teplota
- Srážky
- Oblačnost
- Tlak
- Vítr

### Typy meteorologických předpovědí a produktů
- Všeobecná – teplota, srážky, oblačnost, vítr
- Nowcasting – okamžitá předpověď počasí (detailní předpověď na několik minut/hodin dopředu)
- UV index
- Znečištění ovzduší
- Meteorologická výstraha
- Předpověď počasí pro alergiky
- Povodňová aktivita
- Biozátěž
- Aktivita klíšťat